# Nossa Senhora da Boa Fé
A Nossa Senhora da Boa Fé, ou Boa Fé, é uma povoação portuguesa do Município de Évora que foi sede da extinta Freguesia de Nossa Senhora da Boa Fé, freguesia que tinha 32,38 km² de área e 322 habitantes (2011), e, por isso, uma densidade populacional de 9,9 hab/km².
A Freguesia de Nossa Senhora da Boa Fé foi extinta em 2013, no âmbito de uma reforma administrativa nacional, para, em conjunto com a Freguesia de São Sebastião da Giesteira, formar uma nova freguesia denominada União das Freguesias de São Sebastião da Giesteira e Nossa Senhora da Boa Fé com sede em São Sebastião da Giesteira.
Freguesia rural, chegou a pertencer ao concelho de Montemor-o-Novo, segundo o Decreto de 15 de Julho de 1895, voltando novamente para o concelho de Évora em 13 de Janeiro de 1898. Entre 1911 e 1926 foi anexa à freguesia de Nossa Senhora da Graça do Divor, sendo desanexada desta em 18 de Outubro de 1926, e anexada à de São Sebastião da Giesteira. Em 31 de Dezembro de 1936, passou novamente a ser uma freguesia autónoma.

## População
| População da freguesia de Nossa Senhora da Boa Fé | População da freguesia de Nossa Senhora da Boa Fé | População da freguesia de Nossa Senhora da Boa Fé | População da freguesia de Nossa Senhora da Boa Fé | População da freguesia de Nossa Senhora da Boa Fé | População da freguesia de Nossa Senhora da Boa Fé | População da freguesia de Nossa Senhora da Boa Fé | População da freguesia de Nossa Senhora da Boa Fé | População da freguesia de Nossa Senhora da Boa Fé | População da freguesia de Nossa Senhora da Boa Fé | População da freguesia de Nossa Senhora da Boa Fé | População da freguesia de Nossa Senhora da Boa Fé | População da freguesia de Nossa Senhora da Boa Fé | População da freguesia de Nossa Senhora da Boa Fé | População da freguesia de Nossa Senhora da Boa Fé |
| ------------------------------------------------- | ------------------------------------------------- | ------------------------------------------------- | ------------------------------------------------- | ------------------------------------------------- | ------------------------------------------------- | ------------------------------------------------- | ------------------------------------------------- | ------------------------------------------------- | ------------------------------------------------- | ------------------------------------------------- | ------------------------------------------------- | ------------------------------------------------- | ------------------------------------------------- | ------------------------------------------------- |
| 1864                                              | 1878                                              | 1890                                              | 1900                                              | 1911                                              | 1920                                              | 1930                                              | 1940                                              | 1950                                              | 1960                                              | 1970                                              | 1981                                              | 1991                                              | 2001                                              | 2011                                              |
| 711                                               | 871                                               | 827                                               | 1 028                                             |                                                   |                                                   | 1 407                                             | 1 689                                             | 1 832                                             | 1 826                                             | 1 603                                             | 512                                               | 393                                               | 376                                               | 322                                               |

Nos anos de 1911 e 1920 estava anexada à freguesia de Nossa Senhora da Graça do Divor

## Património
- Igreja de Nossa Senhora da Boa Fé
- Ponte do Lagar da Boa Fé, sobre a Ribeira de São Brissos, em antigo eixo viário Évora-Alcácer do Sal, século XVIII